# Javier Bardem

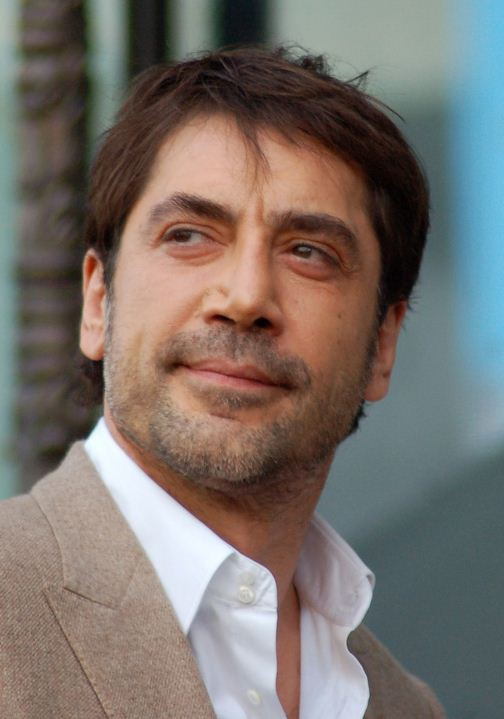
Javier Bardem (2012)

Javier Ángel Encinas Bardem (ur. 1 marca 1969 w Las Palmas de Gran Canaria) – hiszpański aktor i producent filmowy. Zdobywca Oscara dla najlepszego aktora drugoplanowego za rolę psychopatycznego zabójcy Antona Chigurha w filmie braci Coenów To nie jest kraj dla starych ludzi (2007). Był też dwukrotnie nominowany do Oscara za występ w filmach: Zanim zapadnie noc (2000) i Biutiful (2010).
8 listopada 2012 otrzymał własną gwiazdę w Alei Gwiazd w Los Angeles znajdującą się przy 6834 Hollywood Boulevard.

## Życiorys

### Wczesne lata
Urodził się w Las Palmas de Gran Canaria na Wyspach Kanaryjskich. Jego matka Pilar Bardem (z domu María del Pilar Bardem Muñoz) była aktorką, a ojciec José Carlos Encinas Doussinague (1931–1995) był biznesmenem zajmującym się ochroną środowiska. Jego starsze rodzeństwo – brat Carlos (ur. 1963) i siostra Mónica (ur. 4 maja 1964) zostali także aktorami. Jego rodzice rozwiedli się krótko po jego narodzinach. Wychowała go jego matka. Jego dziadek Rafael Bardem Solé (1889–1972) i babka Matilde Muñoz Sampedro (1900–1969) ze strony matki byli także aktorami. Jego wujek Juan Antonio Bardem (1922–2002) był reżyserem, a za swoje antyfaszystowskie filmy został uwięziony przez Francisco Franco. Jego kuzyn Miguel również został reżyserem.
Babka Bardema wychowywała go w wierze rzymskokatolickiej. W wieku sześciu lat wystąpił po raz pierwszy w serialu Televisión Española El Pícaro (1975) Fernando Fernána Gómeza. Grał także w rugby dla juniorów hiszpańskiej reprezentacji narodowej. Studiował malarstwo w Escuela de Artes y Oficios w Madrycie. W 1989 w hiszpańskim programie El Día Por Delante musiał nosić kostium Supermana. Dorabiał także jako striptizer.

### Kariera
Debiutował na kinowym ekranie jako skorumpowany gej w dramacie erotycznym Bigasa Luny Lulu (Las edades de Lulú, 1990) z Maríą Barranco i Rosaną Pastor. Później pracował przy jego trylogii Szynka, szynka (Jamón, jamón. 1992), Macho (Huevos de oro. 1993), Księżyc i pierś (La teta y la luna 1994). Wystąpił jako Romeo Dolorosa w czarnej komedii Álexa de la Iglesii Taniec z diabłem (Perdita Durango, 1997) z Rosie Perez.
Pedro Almodóvar zaangażował go do swoich filmów: Wysokie obcasy (Tacones lejanos, 1991) z Victorią Abril jako prezenter telewizyjny i Drżące ciało (Carne trémula, 1997). Po roli kubańskiego poety, pisarza i dramaturga Reinaldo Arenasa w biograficznym melodramacie Juliana Schnabela Zanim zapadnie noc (Before Night Falls, 2000) został pierwszym hiszpańskim aktorem nominowanym do Oscara.
Światową sławę przyniosła mu główna rola Ramóna Sampedro, mechanika okrętowego, który po wypadku w trakcie skoku do wody został sparaliżowany w wieku 25 lat, w dramacie W stronę morza (Mar adentro, 2004). W 2008 zdobył Oscara za rolę drugoplanową w thrillerze braci Coen To nie jest kraj dla starych ludzi (No Country for Old Men).
Zasiadał w jury konkursu głównego na 58. MFF w Cannes (2005).

## Życie prywatne
W 2007 związał się z aktorką Penélope Cruz, którą poślubił na początku lipca 2010 w prywatnej ceremonii na wyspach Bahama. Mają syna Leonardo (ur. 22 stycznia 2011) i córkę Lunę Encinas (ur. 22 lipca 2013 w Madrycie).

## Filmografia
- Wysokie obcasy (Tacones lejanos, 1991) jako prezenter TV
- Szynka, szynka (Jamón, jamón, 1992) jako Raul
- Amo tu Cama Rica (1992) jako Antonio
- Huevos de oro (1993) jako Benito González
- Dwujęzyczny kochanek (Amante bilingüe, El, 1993)
- Huidos  (1993)
- Detektyw i śmierć (Detective y la muerte, El, 1994) jako detektyw Cornelio
- Policzone dni (Días contados, 1994) jako Lisardo
- Teta y la luna, La  (1994)
- Madre, La (1995) jako syn
- Usta do ust (Boca a Boca, 1995) jako Víctor Ventura
- Más que amor, frenesí  (1996)
- Ekstaza (Éxtasis, 1996) jako Rober
- Miłość może całkowicie zniszczyć twoje życie[17] (1996)
- Airbag (1997) jako autor scenariuszy do telenowel
- Perdita Durango (1997) jako Romeo Dolorosa
- Drżące ciało (Carne trémula, 1997) jako David
- Torrente, el brazo tonto de la ley (1998) jako Quinqui
- Lobos de Washington, Los (1999) jako Alberto
- Podwójna osobowość (Segunda piel, 1999) jako Diego
- Między nogami (Entre las piernas, 1999) jako Javier
- Zanim zapadnie noc (Before Night Falls, 2000) jako Reinaldo Arenas
- Poniedziałki w słońcu (Lunes al sol, Los, 2002) jako Carlos ‘Santa’ Santamaría
- Taniec (The Dancer Upstairs, 2002)
- W stronę morza (Mar adentro, 2004) jako Ramón Sampedro
- Zakładnik (Collateral, 2004) jako Felix
- The Last Face (2004)
- Duchy Goi (Goya’s Ghosts, 2006) jako brat Lorenzo
- Miłość w czasach zarazy (Love in the Time of Cholera, 2007) jako Florentino Ariza
- To nie jest kraj dla starych ludzi (2007) jako Anton Chigurh
- Vicky Cristina Barcelona (2008) jako Juan Antonio Gonzalo
- Biutiful (2010) jako Uxbal
- Jedz, módl się, kochaj (Eat Pray Love, 2010) jako Felipe
- Skyfall (2012) jako Raoul Silva
- Adwokat (The Counselor, 2013) jako Reiner
- Piraci z Karaibów: Zemsta Salazara (2017) jako kapitan Salazar[18]
- Mother! (2017) jako On
- Wszyscy wiedzą (Todos lo saben, 2018) jako Paco
- Kochając Pabla, nienawidząc Escobara (Loving Pablo, 2018) jako Pablo Escobar
- Niewybrane drogi (The Roads Not Taken, 2020) jako Leo
- Diuna (Dune, 2021) jako Stilgar
- Szef roku (El buen patrón, 2021) jako Julio Blanco
- Lucy i Desi (Being the Ricardos, 2021) jako Desi Arnaz
- Wielki zielony krokodyl domowy (Lyle, Lyle, Crocodile, 2022) jako Hector P. Valenti
- Mała Syrenka (The Little Mermaid, 2023) jako król Tryton[19]
- Diuna: Część druga (Dune: Part Two, 2024) jako Stilgar
- Potwory (Monsters, 2024) jako José Menendez
- F1 (film) (2025) jako Ruben Cervantes

## Nagrody
| Rok  | Nagroda                           | Kategoria                                   | Tytuł                                                       |
| ---- | --------------------------------- | ------------------------------------------- | ----------------------------------------------------------- |
| 1993 | II Premis Turia                   | Najlepszy aktor                             | Szynka, szynka (Jamón, jamón, 1992)                         |
| 1995 | Nagroda Goya                      | Najlepszy aktor drugoplanowy                | Policzone dni (Días contados, 1994)                         |
| 1996 | Nagroda Goya                      | Najlepszy aktor                             | Usta do ust (Boca a boca, 1995)                             |
| 1997 | Europejska Nagroda Filmowa        | Nagroda Publiczności dla najlepszego aktora | Drżące ciało (Carne trémula, 1997)                          |
| 2000 | 57. MFF w Wenecji                 | Puchar Volpiego dla najlepszego aktora      | Zanim zapadnie noc (2000)                                   |
| 2001 | Independent Spirit Awards         | Najlepsza główna rola męska                 | Zanim zapadnie noc (2000)                                   |
| 2003 | Nagroda Goya                      | Najlepszy aktor                             | Poniedziałki w słońcu (Los lunes al sol, 2002)              |
| 2004 | Europejska Nagroda Filmowa        | Najlepszy aktor                             | W stronę morza (Mar adentro, 2004)                          |
| 2004 | 61. MFF w Wenecji                 | Puchar Volpiego dla najlepszego aktora      | W stronę morza (Mar adentro, 2004)                          |
| 2005 | Nagroda Goya                      | Najlepszy aktor                             | W stronę morza (Mar adentro, 2004)                          |
| 2008 | Nagroda Akademii Filmowej         | Najlepszy aktor drugoplanowy                | To nie jest kraj dla starych ludzi (2007)                   |
| 2008 | Złoty Glob                        | Najlepszy aktor drugoplanowy                | To nie jest kraj dla starych ludzi (2007)                   |
| 2008 | Nagroda BAFTA                     | Najlepszy aktor drugoplanowy                | To nie jest kraj dla starych ludzi (2007)                   |
| 2008 | Nagroda Gildii Aktorów Ekranowych | Najlepszy aktor drugoplanowy                | To nie jest kraj dla starych ludzi (2007)                   |
| 2008 | Nagroda Gildii Aktorów Ekranowych | Najlepsza obsada filmowa                    | To nie jest kraj dla starych ludzi (2007)                   |
| 2010 | 63. MFF w Cannes                  | Najlepszy aktor                             | Biutiful (2010)                                             |
| 2011 | Nagroda Goya                      | Najlepszy aktor                             | Biutiful (2010)                                             |
| 2013 | Nagroda Goya                      | Najlepszy film dokumentalny                 | Synowie chmur (Hijos de las nubes, la última colonia, 2012) |
| 2013 | MTV Movie Award                   | Najlepszy aktor latynoski                   | Skyfall (2012)                                              |
| 2022 | Nagroda Goya                      | Najlepszy aktor                             | Szef Roku (El buen patrón, 2021)                            |